# Gruppo Sportivo Solvay Rosignano 1950-1951
Questa voce raccoglie le informazioni riguardanti il Gruppo Sportivo Solvay Rosignano nelle competizioni ufficiali della stagione 1950-1951.

## Rosa
| N. |                   | Ruolo | Calciatore        |
| -- | ----------------- | ----- | ----------------- |
|    | Italia (bandiera) | A     | I. Bardi          |
|    | Italia (bandiera) | D     | F. Bartolucci     |
|    | Italia (bandiera) | A     | W. Beligni        |
|    | Italia (bandiera) | D     | G. Boresi         |
|    | Italia (bandiera) | A     | Ivo Braccini      |
|    | Italia (bandiera) | A     | A. Buda           |
|    | Italia (bandiera) | C     | Giuseppe Cammilli |
|    | Italia (bandiera) | C     | P. Colombaioni    |

| N. |                   | Ruolo | Calciatore  |
| -- | ----------------- | ----- | ----------- |
|    | Italia (bandiera) | D     | E.P. Massei |
|    | Italia (bandiera) | C     | D. Mazzi    |
|    | Italia (bandiera) | A     | S. Nardi    |
|    | Italia (bandiera) | A     | L. Onida    |
|    | Italia (bandiera) | P     | V. Papini   |
|    | Italia (bandiera) | D     | L. Pelosini |
|    | Italia (bandiera) | A     | F. Tossio   |